# Военно-воздушные силы Камеруна
Военно-воздушные силы Камеруна (фр. Armée de l'Air du Cameroun, англ. Cameroon Air Force) — вид вооружённых сил Республики Камерун. Этот вид войск был создан в августе 1960 года. Первое снаряжение для ВВС Камеруна поставила Франция. В дальнейшем Франция поставляла такие вертолёты как Sud-Aviation Alouette II, Sud-Aviation Alouette III, Sud-Aviation Gazelle, и такие самолёты как Dassault/Dornier Alpha Jet и Fouga СМ.170 Magister. В 1977 году на вооружение поступило 2 самолёта Lockheed C-130 Hercules. Также в 1981 году было заказано 4 экземпляра de Havilland Canada DHC-5 Buffalo, а в 1984 году 3 турбовинтовых самолёта Dornier Do 28 были приняты на вооружение для патрулирования водных границ.

## Структура воинских званий
В военно-воздушных силах Камеруна принята следующая структура воинских званий:

### Высшие офицеры
- Генерал, General d' Armee Aerienne
- Генерал-лейтенант, General de Corps D’Armee Aerienne
- Генерал-майор, General de Division Aerienne
- Бригадный генерал, General de Brigade Aerienne

### Другие офицеры
- Полковник, Colonel
- Подполковник, Lieutenant Colonel
- Майор, Commandant
- Капитан, Capitaine
- Старший лейтенант, Lieutenant
- Младший лейтенант, Sous-lieutenant

### Прапорщики
- Старший прапорщик, Adjudant-chef
- Прапорщик, Adjudant

### Унтер-офицеры

#### Non-commissioned officers
- Старший сержант, Sergent-chef
- Сержант, Sergent
- Старший капрал, Caporal-chef
- Капрал, Caporal

### Лётчики
Рядовой первого класса, Soldat de 1ere Clase

## Техника и вооружение
| Тип                                | Производство    | Назначение                                     | Количество | Примечания |
| ---------------------------------- | --------------- | ---------------------------------------------- | ---------- | --- |
| Aermacchi MB-326                   | Италия          | Учебно-тренировочный самолёт, лёгкий штурмовик | 5          | Один самолёт Mk I разбился на авиабазе в Яунде, в авиакатастрофе погибли оба пилота: пилот-инструктор (подполковник Биле Самба) и учащийся пилот (Бико Монго). |
| Aérospatiale SA 318 Alouette II    | Франция         | многоцелевой вертолёт                          | 1          | |
| Aérospatiale SA 319 Alouette III   | Франция         | многоцелевой вертолёт                          | 2          | |
| Aérospatiale SA 342 Gazelle        | Франция         | многоцелевой вертолёт                          | 3          | Один вертолёт разбился в Бакасси. В авиакатастрофе погибли 2 человека: пилот и медицинский работник. |
| Aérospatiale SA 330 Puma           | Франция         | средний транспортный вертолёт                  | 2          | |
| Bell 206L LongRanger               | США             | легкий многоцелевой вертолёт                   | 2          | Один вертолёт разбился в северном Камеруне. |
| Bell 412                           | Канада/ Бельгия | многоцелевой вертолёт                          | 1          | Один вертолёт разбился 22 ноября 2010 во время перелёта между Лимбе и Яунде. В авиакатастрофе погибли 4 члена группы спецназа БИР (фр. Bataillon d'Intervention Rapide), среди которых был отставной подполковник израильской армии Ави Авраам Сирван, советник по вопросам безопасности Поля Бийя. |
| Dassault-Breguet/Dornier Alpha Jet | Франция         | реактивный штурмовик                           | 5          | Один самолёт был повреждён во время учений. |
| IAI Arava                          | Израиль         | многоцелевой самолёт                           | ?          | |
| Gulfstream III                     | США             | транспортный самолёт для VIP-персон            | 1          | |
| Aérospatiale SA 332 Super Puma     | Франция         | транспортный вертолёт для VIP-персон           | 1          | |
| Lockheed C-130 Hercules            | США             | военно-транспортный самолёт                    | 1          | |
| Piper PA-23 Aztec                  | США             | самолёт общего назначения                      | 2          | |
| Humbert Tetras                     | Франция         | Учебно-тренировочный самолёт                   | 7          | |

## Опознавательные знаки

Опозназательный знак ВВС Камеруна
Знак на киль